# 自由時報
《自由時報》（原名《自由日報》）是一家創立於1980年4月17日的臺湾平面报纸媒体，於1987年改為現在的社名。發行者全名為「自由時報企業股份有限公司」，為臺灣三大報之一。

## 沿革

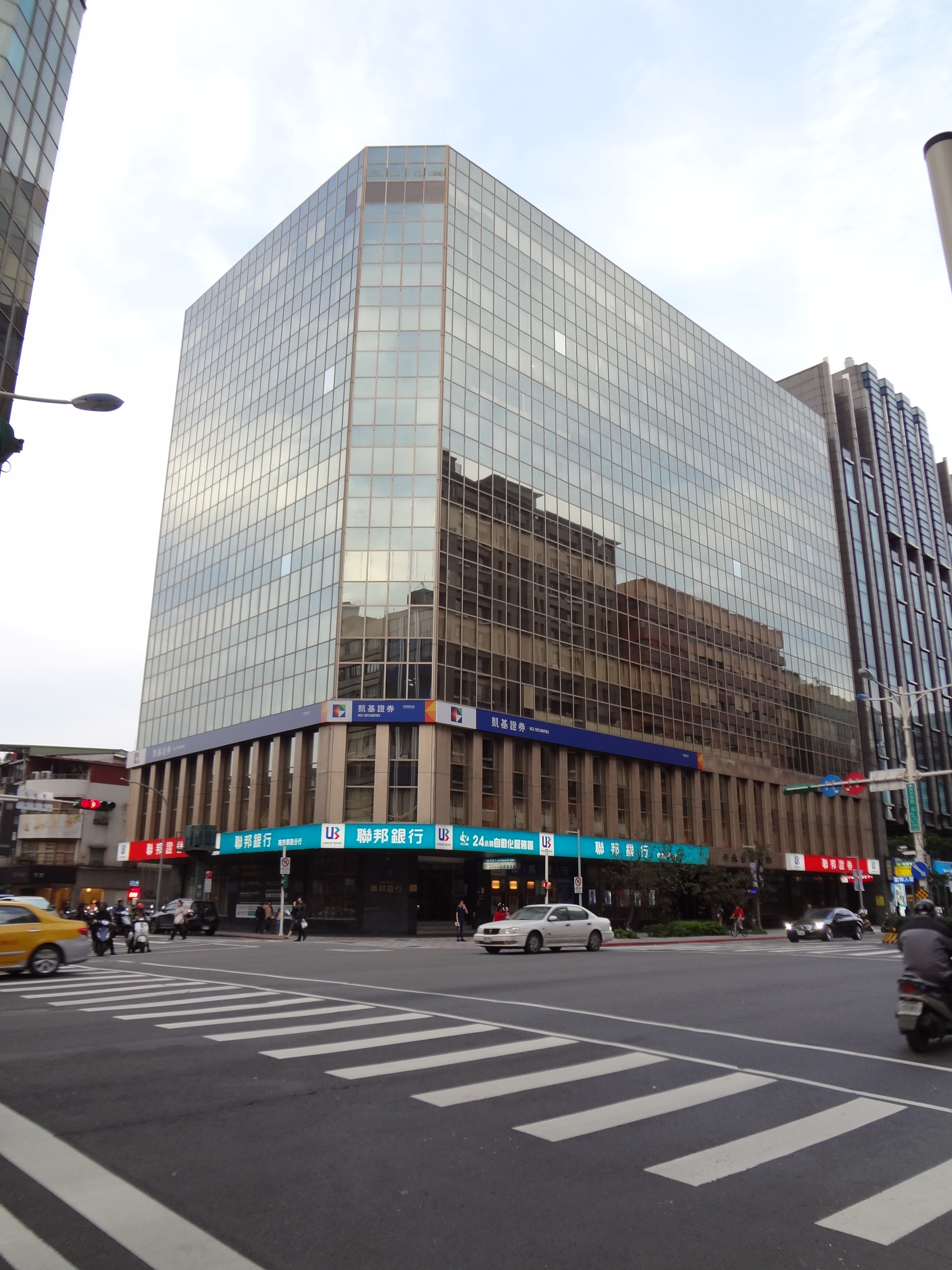
臺北市南京東路二段「聯邦商業大樓」。其中137號1樓是《自由時報》第一代總部，現址為聯邦商業銀行南京東路分行

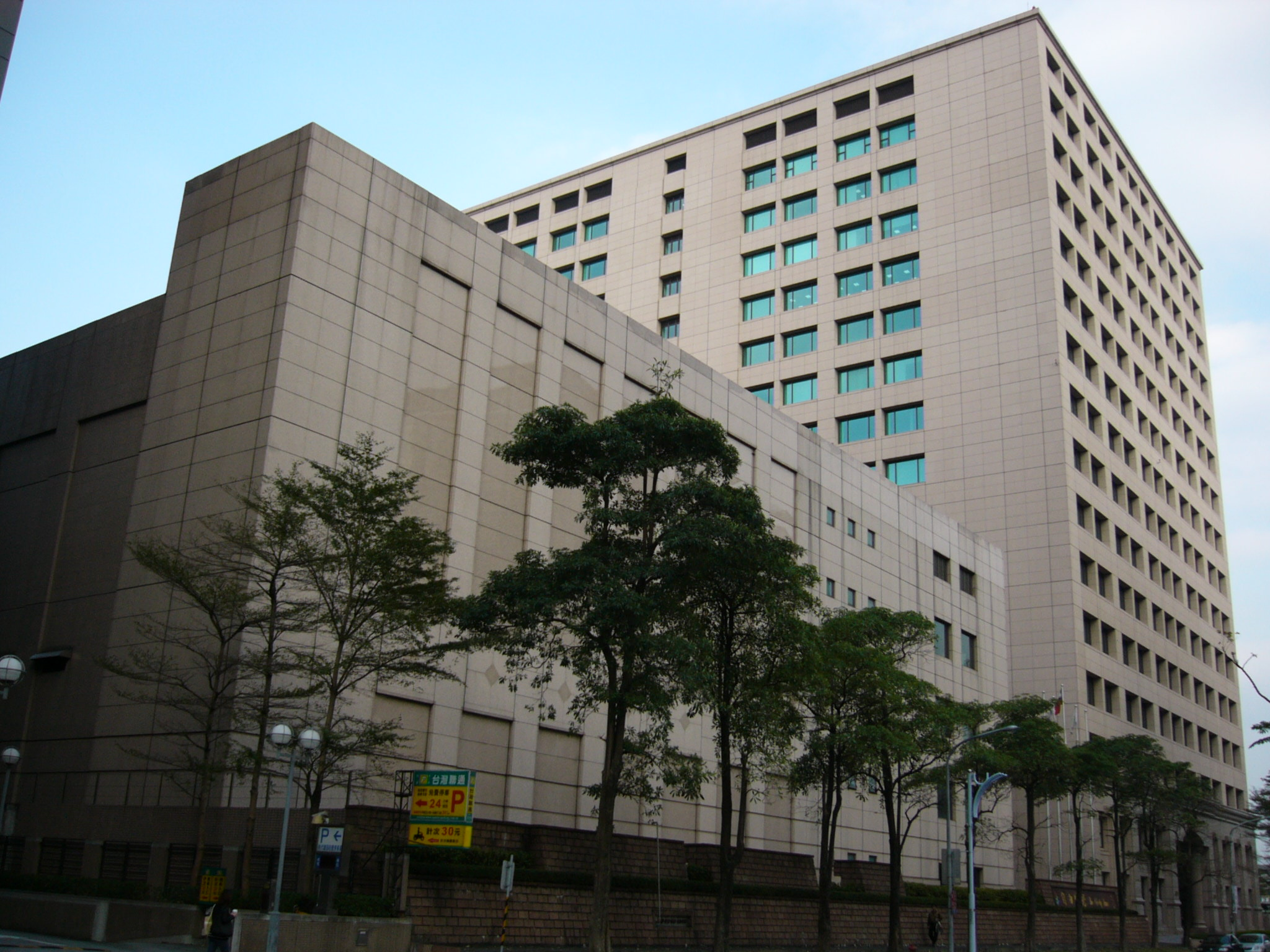
臺北市內湖區瑞光路《自由時報》印刷廠（左）與《自由時報》第二代總部所在地「聯邦大樓自由廣場」（右）

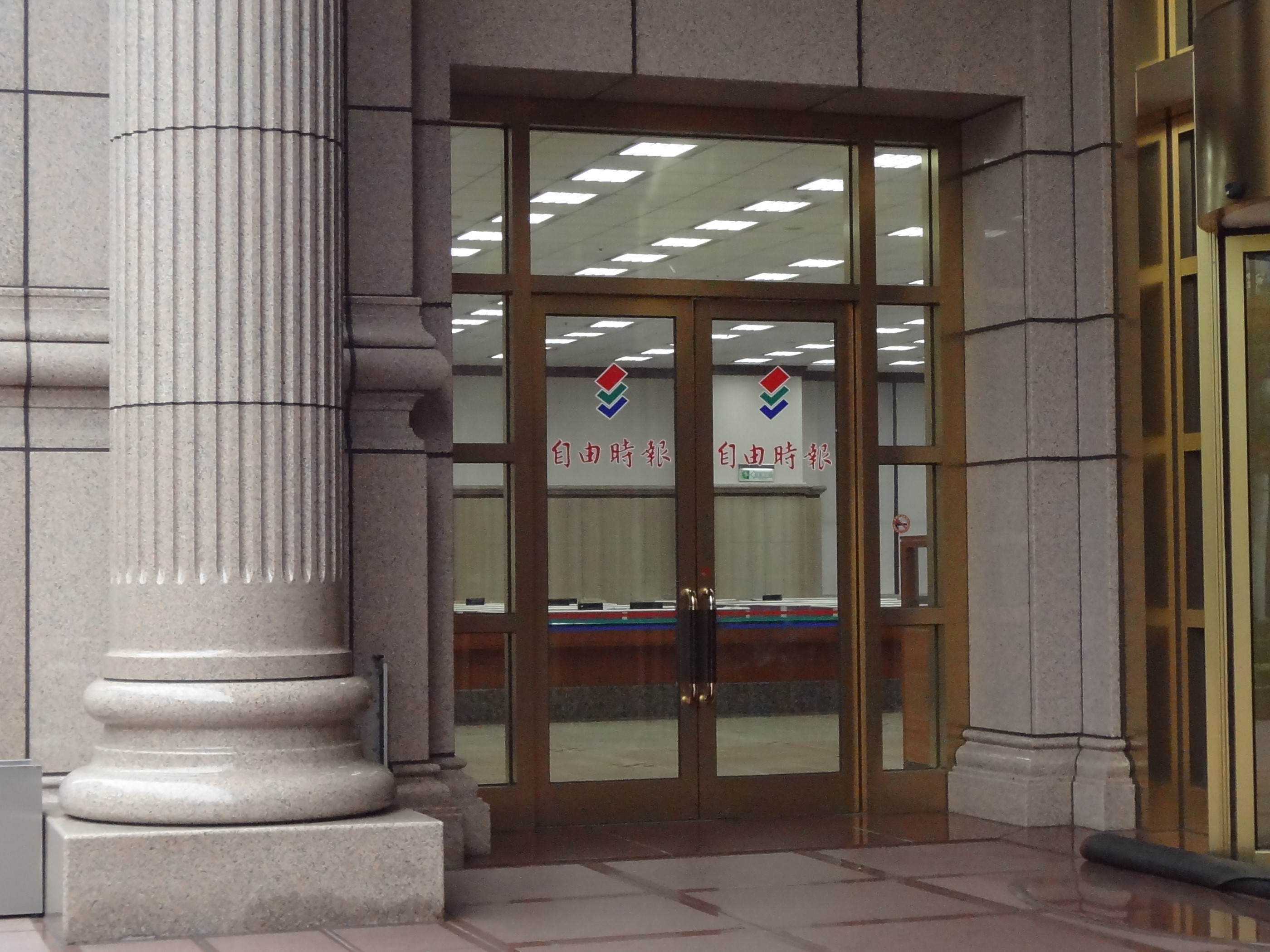
《自由時報》第二代總部大門

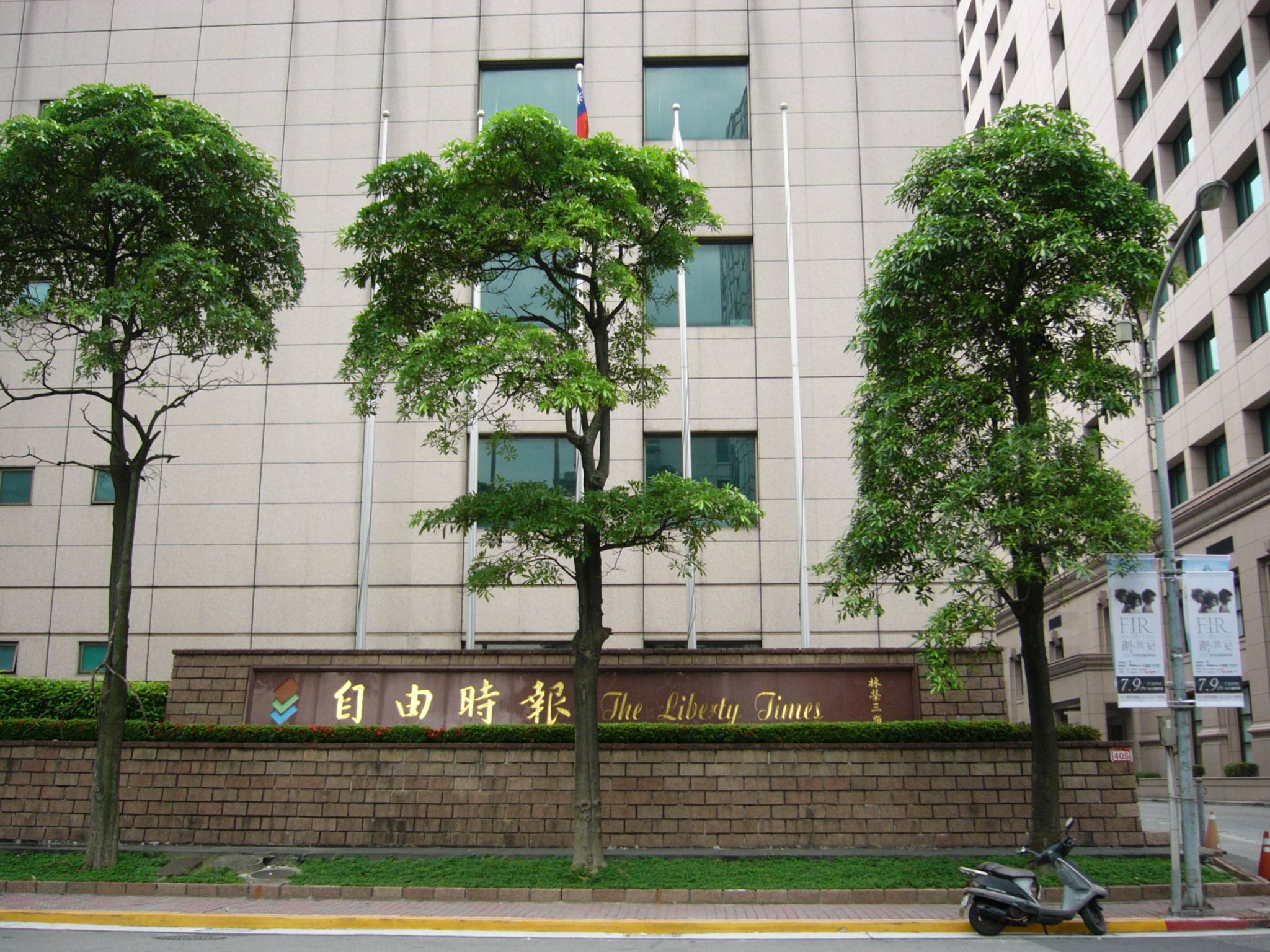
臺北市內湖區瑞光路《自由時報》印刷廠升旗臺，中央旗幟為中華民國國旗，中華民國國旗右方旗幟為《自由時報》旗，基座刻《自由時報》標誌與林榮三所題「自由時報」四字

### 前身
1946年12月12日以《臺東導報》為名創刊，是三民主義青年團臺東分團機關的刊物。1948年12月12日，由於經營情況不佳，在臺東縣國大代表陳振宗等地方人士支持下，《臺東導報》申請改為《臺東新報》，陳振宗出任發行人，正式發行日刊報紙。1950年10月11日，由於虧損太大，《臺東導報》宣佈停刊。1952年7月12日，經中國國民黨臺東縣黨部主任委員吳若萍出面主持，《臺東導報》才得以復刊；但因銷售範圍僅限於花蓮與臺東兩縣，缺乏廣告收入，經營困難，勉強維持到1961年1月1日，終於宣告停刊。1961年1月1日，《臺東導報》停刊後迅速轉手，買主易名為《遠東日報》重新發刊。1978年初，經營權再轉移，《遠東日報》改名為《自強日報》，此次轉手發行地也從臺東遷往彰化。1980年4月17日，《自強日報》被以新臺幣四千萬元轉賣給林榮三的聯邦企業集團。

### 自由日報（1981年1月1日～1987年9月）
1981年1月1日，《自強日報》改名為《自由日報》，正式成為中臺灣地區之地方報紙。1986年9月15日，《自由日報》獲准將總部遷至臺北縣新莊市（今新北市新莊區），並聘請知名報人歐陽醇任社長兼總編輯。

### 自由時報（1987年9月～今）
1987年9月，再度更名為《自由時報》，並開始積極往全國性報紙之規模發展。1989年，總部自新莊遷至臺北市南京東路二段137號1樓，位於「聯邦商業大樓」。1992年舉辦「12週年回饋讀者，6000兩黃金大贈獎」，自此真正崛起，後兩年還有送轎車、送別墅等史無前例的抽獎活動，知名度幾乎壓倒傳統《聯合報》和《中國時報》:50-51。
1995年4月，《自由時報》在美國大紐約地區發行的華文姐妹報《美東自由時報》創刊，與《自由時報》是代理關係，創辦人是江蕙美。2007年1月，民進黨人士與美國親綠臺灣僑民領袖共50多人籌措捐助12萬美元給當時已面臨財務危機的《美東自由時報》。2008年6月14日，由於不敵財務危機、無法拓展讀者群與廣告主，《美東自由時報》宣佈停刊。
1995年起《自由時報》將贈報作為常規發行手段，據傳有時達總發行量30%（當時他報通常占1%至3%），當時臺灣唯一的媒體接觸率指標—SRT的媒體閱讀率大調查中，《自由時報》很快超過《聯合報》和《中國時報》:51-52。
1999年8月末，《自由時報》開始在每週一至週五清晨，向臺北市各高中、高職供應大量完整版的報紙，免費供應各校師生，由班級幹部於晨間拿教學日誌時帶回各教室，同時期還有同屬泛三重幫宏國集團的《大成報》也搭上順風車進入校園，類似行銷手法一般稱為「免費報」。這是臺灣報社首次使用「免費報」來提高「閱報率」。但大部份「免費報」的發送也僅止於公共場所由人力向不特定人派發，以校園為發放重點的較少。其後《中國時報》及《聯合報》也想以類似手法，在捷運車站外或學校贈送報紙提高閱報率。
2005年5月16日，《自由時報》總部遷至臺北市內湖區瑞光路399號1樓，位於「聯邦大樓自由廣場」內。「聯邦大樓自由廣場」樓高15層，總高度110公尺，佔地7000坪，建築面積超過2萬坪。
2013年2月10日，《自由時報》副總編輯兼政治新聞群組執行長胡文輝升任總編輯，原總編輯陳進榮與俞國基共同擔任副社長。
2015年11月28日，創辦人林榮三因肝腫瘤併發心肺衰竭於臺大醫院離世；2005年林榮三把《自由時報》交給次子林鴻邦以後，雖然淡出編務，但社論等內容仍要親自過目。
2017年7月1日，《自由時報》執行副總編輯鄒景雯升任總編輯，原總編輯胡文輝升任副社長。
2018年7月15日，文化週報改為刊在A15版，出刊1頁，生活週報恢復為週六和週日出刊。

## 政治立場
李登輝執政時期，《自由時報》偏向國民黨本土派的立場；2000年以後，《自由時報》偏向民進黨與泛綠政黨的立場。:54《自由時報》提及中華人民共和國時稱之為「中國」（相較於其他部分台灣媒體稱之為「大陸」）。新聞分類上，《自由時報》將中華人民共和國的新聞劃入國際新聞。

## 經營情況

### 平面報紙

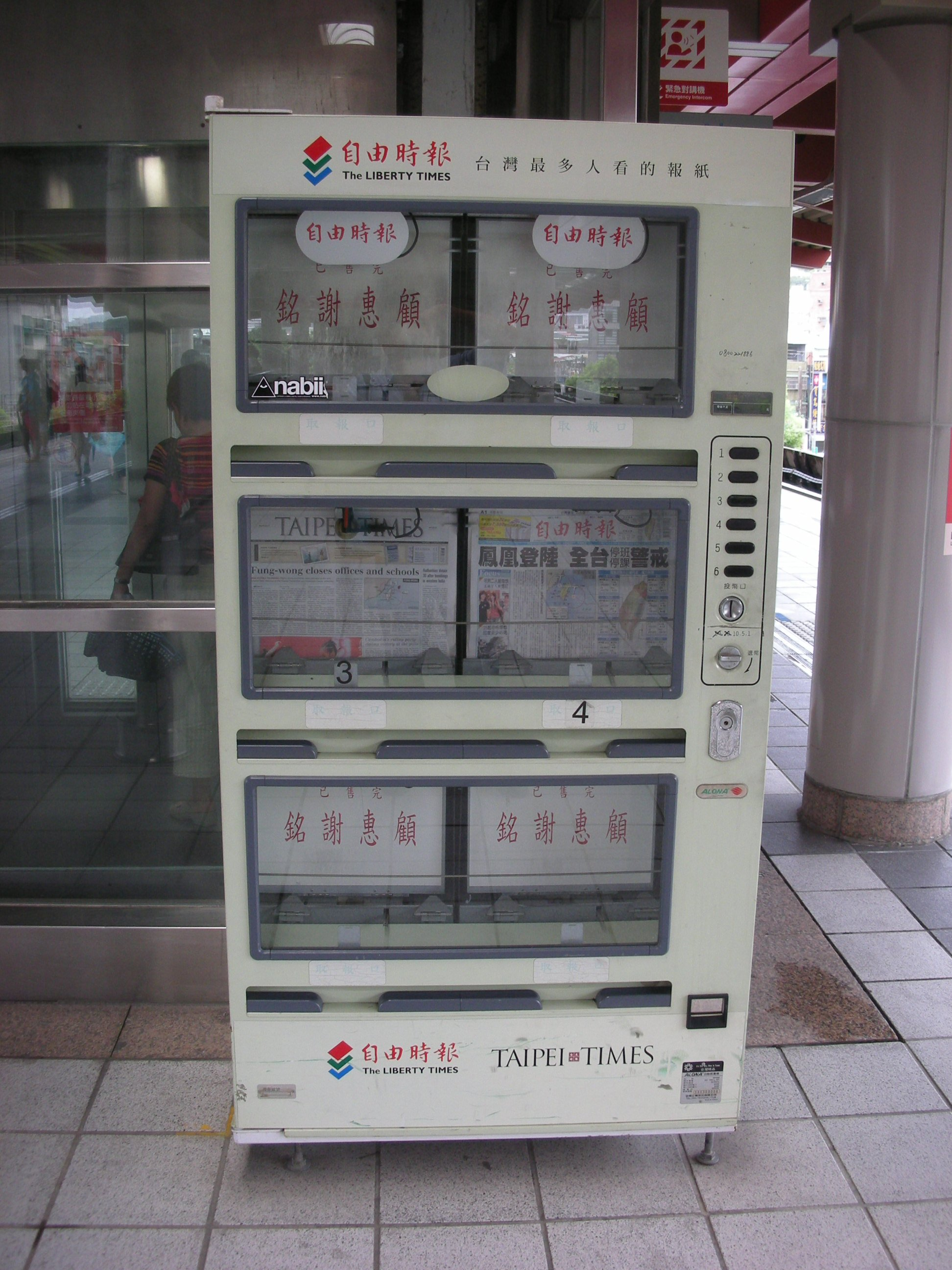
《自由時報》及《台北時報》採用的金雨企業報紙販賣機

2007年，《自由時報》在「傳統三大報」（《聯合報》、《中國時報》、《中央日報》）中首先加入中華民國發行公信會（ROC-ABC）進行有費報發行量稽核（ROC-ABC) 在稽核發行量時不列計「免費報」，即免費供不特定人士自由取閱的自由時報報紙 ，稽核報告證明於2013年4月－6月平均每日有費報紙發行量為628,295份，2017年第四季(10-12月)平均每日有費報紙發行量為533,159份。
目前《自由時報》北部、中部的印刷分別由「勇軒股份有限公司」台北廠、台中廠負責，台北廠位於「聯邦大樓自由廣場」隔壁的405號，樓高6層。

### 電子報
2000年，自由電子報開站。2012年10月，《自由時報》推出電子報手機版本（m.ltn.com.tw）和電腦版短網址（ltn.com.tw）。2014年4月8日，《自由時報》正式將官方網站（自由時報電子報）域名改為「www.ltn.com.tw」，並推出新版電子報。

### 姊妹報
《臺北時報》（Taipei Times）：於1999年6月1日創刊。

### 投資事業
- 人力銀行網站: Yes123求職網。
- 電視臺：2006年申請籌設三個電視頻道——自由新聞臺、自由電視臺及自由news頻道，並獲國家通訊傳播委員會核發執照，但因未在期限前開播，執照已經失效。

### 員工工會
2015年4月8日，《新新聞》引述一位曾經參與臺北市政府勞動局媒體勞動檢查相關會議的人說，他常聽《自由時報》記者不滿該報「每天寫人權，自己卻沒勞權」：該報沒有工會，員工被資方以「花錢支持老闆」為由強迫訂報；而且雖然該報記者休假制度為隔周休二日，但每逢每個月第五周的應有休假日，該報記者都被長官要求「自行吸收，繼續支持老闆」。2015年6月5日，自由時報企業工會取得臺北市政府〈臺北市工會登記證書〉，發表聲明宣布正式成立，首任理事長為臺北市政記者郭安家。

## 報版
- A疊：焦點新聞
  - 生活
  - 社會
  - 文教
  - 國際新聞
  - 國際財經
  - 地方
  - 文化週報（A15版）:週日、週一出刊
  - 自由廣場
- B疊：體育（原為S疊）
- C疊：聚富（週一為「財經週報」）
- D疊：影視消費（包含節目表）
- E疊：生活週報（逢週末出刊）
- G疊：分類廣告

## 爭議

### 贈閱率爭端
1997年，《自由時報》不滿《天下雜誌》第194期之〈封面故事〉報導臺灣報業「傳聞」該報贈閱率達30%，向臺灣臺北地方法院提起自訴，控告《天下雜誌》總編輯殷允芃、撰稿人刁曼蓬、撰稿人游常山涉嫌《中華民國刑法》「加重誹謗罪」。1999年12月30日，臺灣高等法院二審判決，《自由時報》敗訴定讞，被告均無罪。

### 指控聯合報侵犯名譽
2010年12月30日，《聯合報》【黑白集】探討有關政府置入性行銷的議題，內容提到「現今媒體的惡疾，絕不止在置入性行銷」、「真正的媒體醜聞，是用頭條新聞刊登『南線專案』在北一女門口付錢那種惡劣行徑；……這類新聞在形式上不能區隔，在內涵上更是放話造謠；這是媒體之恥、臺灣之恥，卻不是『政府置入媒體』、而是『媒體置入政府』」、「這家報紙經常刊出『自由合成』的假照片，甚至連民調也被質疑沒有民調中心；這些，也都不是置入性行銷，卻皆是根本違反了新聞媒體的天條鐵律」，但未點名批判《自由時報》。
《自由時報》認為，聯合報亦有報導卻攻擊同業；《自由時報》與鄒景雯提起民事訴訟，要求《聯合報》刊登道歉啟事並賠償新臺幣一百五十萬元。一審判決《自由時報》敗訴，判決指出：《聯合報》既無侵害名譽之惡意，復無損害《自由時報》於社會之評價。《自由時報》不服一審判決，提起上訴。2012年7月31日，臺灣高等法院二審判決駁回《自由時報》上訴，維持原判。

### 盜攝電影《露西》
2013年10月26日，《自由時報》專案組（狗仔隊）偷拍盧貝松電影《露西》在台北市三軍總醫院汀州院區的拍攝工作，引發保鑣阻擋及盧貝松不滿。10月28日，《自由時報》專案組批評保鑣暴力阻擋該報記者拍攝，並批評台北市電影委員會沒有做好協調，並批評沒有「拍電影的就比較偉大，就可以暴力侵犯也在工作的媒體記者」這回事；同日，《中國時報》引述《露西》台灣工作人員說法，《自由時報》狗仔隊於本月26日傍晚守在三軍總醫院汀州院區正對面的大樓屋頂拍攝，後來佯稱「包包被黑人保鑣摔在地上」報警處理。

### 輝瑞購置傳言
2020年12月15日，自由時報頭版以斗大的標題報導「輝瑞疫苗 我們也買到了」，然而直至2021年9月2日，第一批93.2萬劑BNT疫苗才由盧森堡國際貨運航空的CV7962班次貨機運抵台灣桃園國際機場，且為鴻海創辦人郭台銘親赴歐洲購買，而此篇報導則遭網友截圖嘲笑，立法委員葉毓蘭也在臉書發文質疑造謠。

### 撤除老包專欄
2011年6月16日，前《自由時報》專欄作家、《新台灣新聞週刊》發行人「老包」詹錫奎表示，1992年初，《自由時報》毫無預警、也未說明理由，撤下他的「老包專欄」並強制接管他的版面，導致他離職；1995年，他才被他的朋友告知，「老包專欄」被撤當天，民進黨副秘書長邱義仁帶著民進黨秘書長陳師孟與民進黨主席許信良去和《自由時報》社長密室協商，當天晚上社長即促成此事，雖然社長一直對他說會幫他升官加薪、只要他不寫專欄就好，但他依然離職；「老包專欄」被撤兩星期後，由於讀者群情激憤、不斷抗議，《自由時報》打電話請他回去寫專欄，但他拒絕。

## 外部連結
- 官方网站